# Carlos Lozano

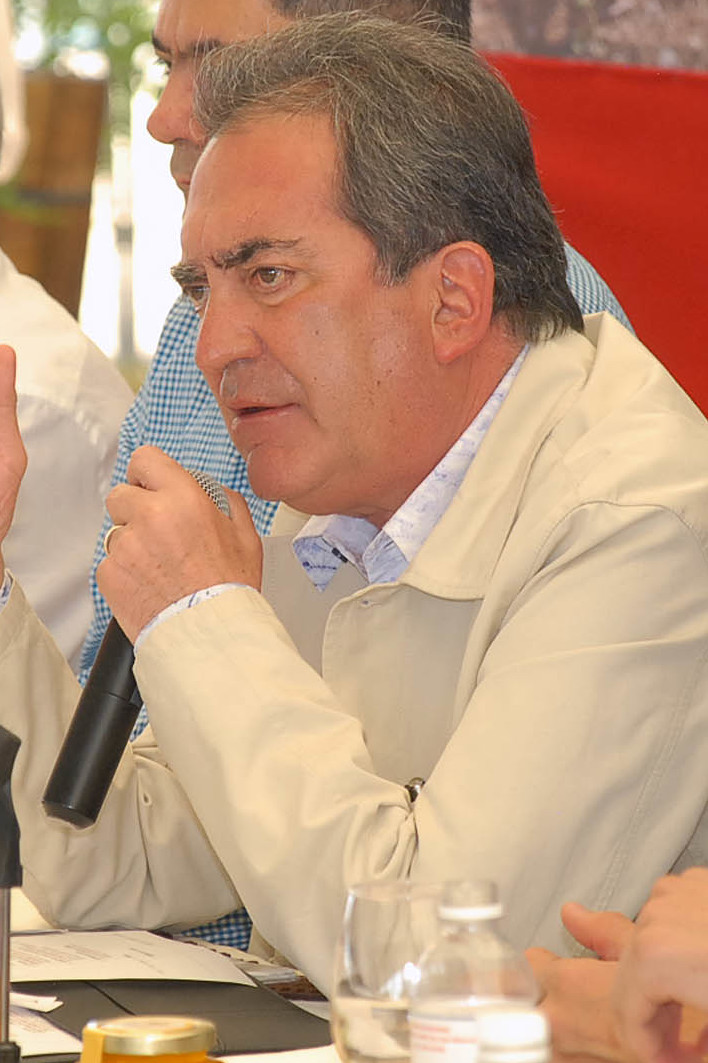
Carlos Lozano

Carlos Lozano de la Torre (*  9. Februar 1950 in den Vereinigten Staaten) ist ein mexikanischer Politiker der Partido Revolucionario Institucional (PRI) und seit 2010 Gouverneur des Bundesstaates Aguascalientes.

## Biografie
Nach dem Schulbesuch studierte er Ingenieurwissenschaft an der Universidad de Monterrey (UDEM) und absolvierte anschließend ein postgraduales Studium in Großbritannien in den Fächern Entwicklungsplanung, Industrieentwicklung und Stadtneubau.
Nach seiner Rückkehr nach Mexiko wurde er 1974 erstmals Minister für Wirtschaftsentwicklung (Secretario de Desarrollo Económico) in der Regierung des Bundesstaates Aguascalientes und bekleidete dieses Amt während der Amtszeiten der Gouverneure José Refugio Esparza Reyes und Rodolfo Landeros Gallegos bis 1986. 1992 wurde er von Gouverneur Otto Granados Roldán abermals zum Minister für Wirtschaftsentwicklung von Aguascalientes ernannt und gehörte der Regierung des Bundesstaates weitere sechs Jahre bis 1998 an.
Danach wurde er von Gouverneur Ricardo Monreal Ávila zum Minister für Wirtschaftsplanung in die Regierung des Bundesstaates Zacatecas berufen und übte diese Funktion bis 2004 aus.
Im Anschluss kandidierte er 2004 erfolglos als Kandidat eines Wahlbündnisses von PRI, Partido del Trabajo (PT) und Partido Verde Ecologista de México (PVEM) für das Amt des Bürgermeisters von Aguascalientes, unterlag aber dem Kandidaten der Partido Acción Nacional (PAN), Martín Orozco Sandoval. Danach war er von 2005 bis 2007 Präsident der PRI im Bundesstaat Aguascalientes.
2006 wurde er zum Mitglied in den Senat des Kongresses der Union Mexiko gewählt und gehörte diesem bis 2010 an.
Lozano erhielt bei den Gouverneurswahlen am 4. Juli 2010 49,1 Prozent der Wählerstimmen und konnte sich diesmal knapp gegen seinen Gegenkandidaten von der christdemokratisch-konservativen PAN, Martín Orozco Sandoval, durchsetzen, der 43,7 Prozent der Wählerstimmen erhielt.
Am 1. Dezember 2010 trat er das Amt des Gouverneurs von Aguascalientes offiziell an und wurde damit Nachfolger von Luis Armando Reynoso Femat (PAN).